# ژینوس سبحانی
ژینوس سبحانی، منشی سابق کانون مدافعان حقوق بشر و نیز عضو کانون مشارکت برای پاکسازی مین است. وی از پیروان دین بهائیت است.

## دستگیری
در تاریخ ۲۵ دی ۱۳۸۷ مأموران امنیتی جمهوری اسلامی با حمله به خانه ژینوس سبحانی و با ضبط برخی از وسائل شخصی از منزل او، وی و همسرش یعنی آرتین غضنفری را بازداشت نموده و به بند ۲۰۹ زندان اوین منتقل کردند. وی در تاریخ ۲۱ اسفند ۱۳۸۷ به قید وثیقه ۷۰ میلیون تومانی آزاد شد.